# Mashramani

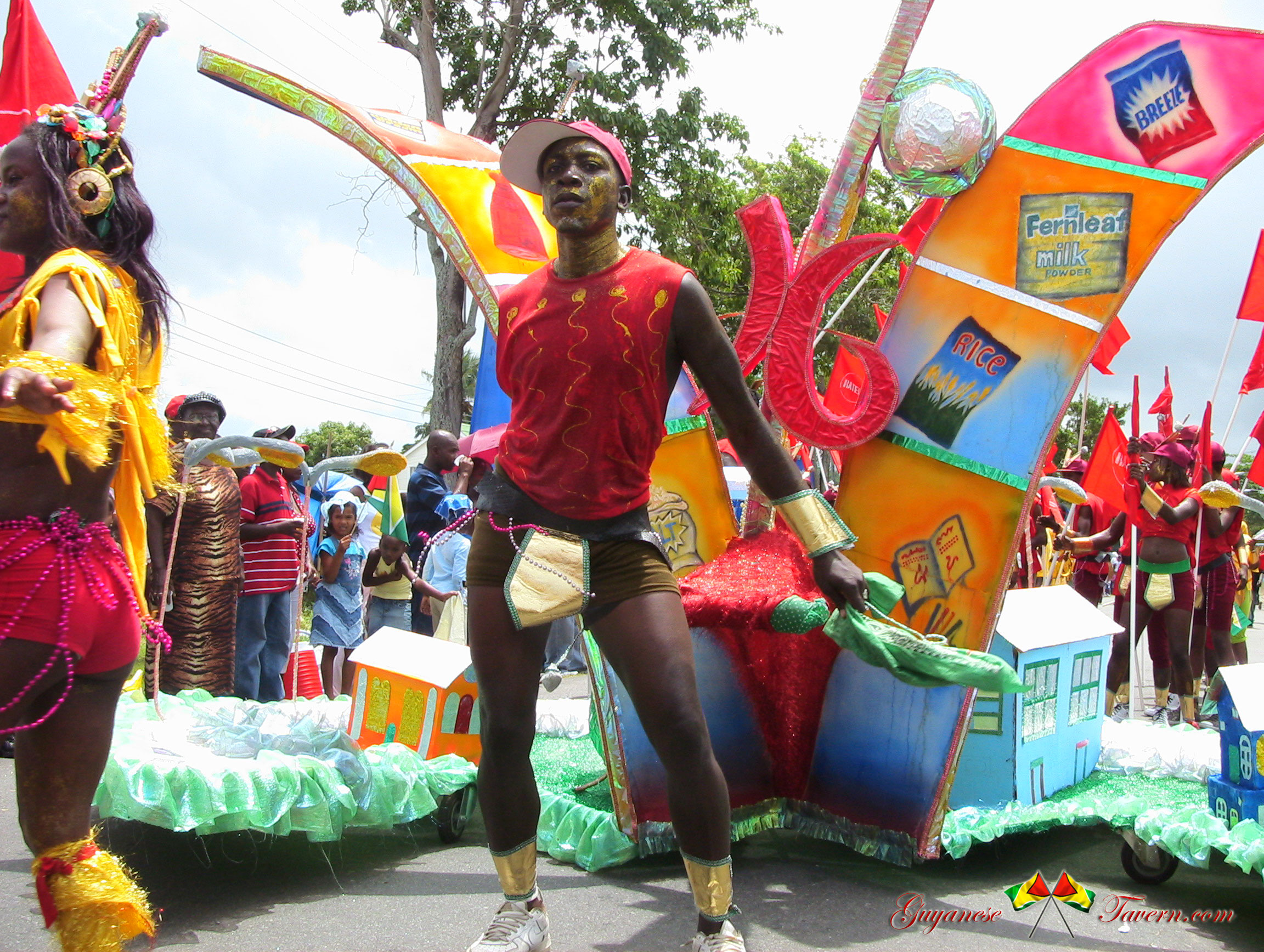
Karnevalsumzug 2007

Mashramani (kurz: Mash) ist ein Karnevalsfest in Guyana und bedeutet frei übersetzt „Erntedankfest“.
Seit Jahren wird der Karneval am 23. Februar (1970), dem Nationalfeiertag, Tag der Republik gefeiert. Mit seinem größten Umzug in Georgetown ähnelt er dem auf Trinidad mit seinen bunt kostümierten Teilnehmern, Gruppen, geschmückten Wagen und Steelbands mit ihrer Calypso-Musik sowie Soca-Musik.
Am Karneval nehmen alle ethnischen Gruppen mit ihren einzigartigen Eigenschaften und ihrer kulturellen Vielfalt teil.
Das Motto für 2016 lautet: „Fest der Diversität, Einheit und Souveränität.“ Die größte Parade wird in diesem Jahr auf den Mai verschoben, da Guyana am 26. Mai seinen 50. Unabhängigkeitstag feiert.